# Ploča (Bosilegrad)
Ploča (Servisch cyrillisch Плоча) is een plaats in de Servische gemeente Bosilegrad. De plaats telt 100 inwoners (2002).